# Chalcoporos Rupēs
Chalcoporos Rupes és una formació geològica de tipus rupes a la superfície de Mart, localitzada amb el sistema de coordenades planetocèntriques a -52.21 latitud N i 24.51 ° longitud E, que fa 404.98 km de diàmetre. El nom va ser aprovat per la UAI l'any 1985 i fa referència a una característica d'albedo localitzada a 50 latitud S i 6 ° longitud O.